# Pools-Litouwse Gemenebest
Polen-Litouwen of het Pools-Litouwse Gemenebest  (Pools: Rzeczpospolita Korony Polskiej i Wielkiego Księstwa Litewskiego, letterlijk: Republiek van de Poolse Kroon en Grootvorstendom Litouwen) was een staat in Oost-Europa die bestond van 1569 tot 1795. Het Pools-Litouwse Gemenebest ontstond door het omvormen van de personele unie van het koninkrijk Polen en het grootvorstendom Litouwen tot één staat.

## Unie van Lublin
De omvorming gebeurde via de Unie van Lublin in 1569, waarbij het Poolse Jagiellonen-koninkrijk en het grootvorstendom Litouwen formeel samengesmolten werden. De keuze van de koningen gebeurde via een stemming door edelen, vandaar ook de bijnaam van Adelsrepubliek of de Republiek der Beide Volkeren (Rzeczpospolita Obojga Narodów).

## Voorspoed en tolerantie
Het Pools-Litouwse Gemenebest beleefde zijn Gouden Eeuw in de 16e eeuw en de eerste helft van de 17e eeuw. Het gebied van de Duitse Orde werd geannexeerd. De hertogdommen Pruisen en Koerland werden vazalstaten, en het hertogdom Lijfland kwam rechtstreeks onder de troon.
Het Pools-Litouwse Gemenebest was multi-etnisch en multireligieus en had de ergste uitwassen van het religieuze conflict dat het gevolg was van de Reformatie en dat zoveel onrust in de rest van Europa teweeg had gebracht, weten te voorkomen. Katholieke, protestantse, orthodoxe en joodse gemeenschappen leefden met een zekere wederzijdse tolerantie samen, wat – gezien het tijdperk – verbazingwekkend was. De dynamische cultuur had een grote invloed op het intellectuele leven van het huidige Oekraïne en indirect op Moskovië. Zowel territoriaal, militair als cultureel was het Gemenebest een van de grote machten van Europa. De adel omvatte rijke magnaten, zoals de Wiśniowiecki-clan, maar telde ook heel wat berooide edellieden. De rijkdom kwam voort uit de landbouw en de onbegrensde uitbuiting van de Slavische bevolking.
Door zijn ligging was het Pools-Litouwse Gemenebest het meest oostelijk gelegen baken van het westers christendom. Men kwam in de oostelijke delen van het rijk dus zowel westerse architectuurstromingen zoals barok en renaissance tegen, alsook Russische invloeden. Dit weerspiegelde zich vooral in de verscheidenheid van bouwstijlen van kerkgebouwen. Dit komt men tegenwoordig dus ook tegen in landen zoals Oekraïne, Litouwen en Wit-Rusland. In mindere mate ook in Polen en Letland.

## Lijfeigenschap
De winstgevende export van graan leidde in de 16e eeuw tot een snelle verspreiding van lijfeigenschap door het gemenebest. Het Poolse lijfeigenschap was extreem onderdrukkend en schond de persoonlijke waardigheid van de boerenbevolking. Meestal werd de autoriteit van de edele landeigenaar gedelegeerd naar een rentmeester, die ook op zijn eigenbelang lette. Veel rentmeesters waren Joden, aangezien dit een van de weinige lucratieve beroepen was, die hun werd toegestaan om uit te oefenen. Dit gaf een etnische en religieuze dimensie aan de bezwaren van de boeren. Woede leidde tot vluchten naar het wilde grensgebied en herhaaldelijke opstanden.

## Contrareformatie en Unie van Brest
Aan het eind van de 16e eeuw begon de religieuze tolerantie af te brokkelen en nam snel af in de 17e eeuw. Gezwicht voor de grillen van de Contrareformatie, begonnen de Poolse staat en adel een agressiever pro-katholiek beleid na te streven. De Unie van Brest in 1596 was het belangrijkste voorbeeld van dit streven naar eenvormigheid in religieuze zaken. De oprichting van de geünieerde kerk en vervolging van de oosters-orthodoxe kerk leidde tot de vereniging van de verdedigers van de orthodoxie: de orthodoxe hiërarchie, een klein deel edelen die hun geloof trouw bleven, de stadsbevolking, lekenbroederschappen, boeren en Kozakken. De vervolging van de orthodoxie leidde tot een bedreiging van het Gemenebest zelf.    

## 17e en 18e eeuw
Na 1648 (Chmelnytsky-opstand), 1655 (invasie door Zweden en Rusland) en vooral 1709 (Slag bij Poltava) werd het land geteisterd door verscheidene interne en externe problemen. Zo werd de staat steeds meer onderhevig aan invloeden van buitenaf, vooral van Rusland.
Aan het eind van de 18e eeuw werden er hervormingen voorgesteld (Grondwet van 3 mei 1791), maar deze kwamen te laat, en Oostenrijk, Pruisen en Rusland verdeelden Polen onder elkaar bij de Poolse Delingen in 1795.

## 19e en 20e eeuw
In de 19e eeuw kwamen de Polen herhaaldelijk in opstand tegen Rusland, Pruisen en Oostenrijk, maar telkens tevergeefs.
Pas in 1918 slaagt Polen erin zijn onafhankelijkheid te herstellen, de Tweede Poolse Republiek. Pogingen om zijn na het uiteenvallen van de Adelsrepubliek in 1795 verloren oostelijke gebieden terug te winnen, zouden leiden tot de Pools-Russische Oorlog van 1919-1920, die resulteerde in een aanzienlijke uitbreiding van de Poolse Republiek.

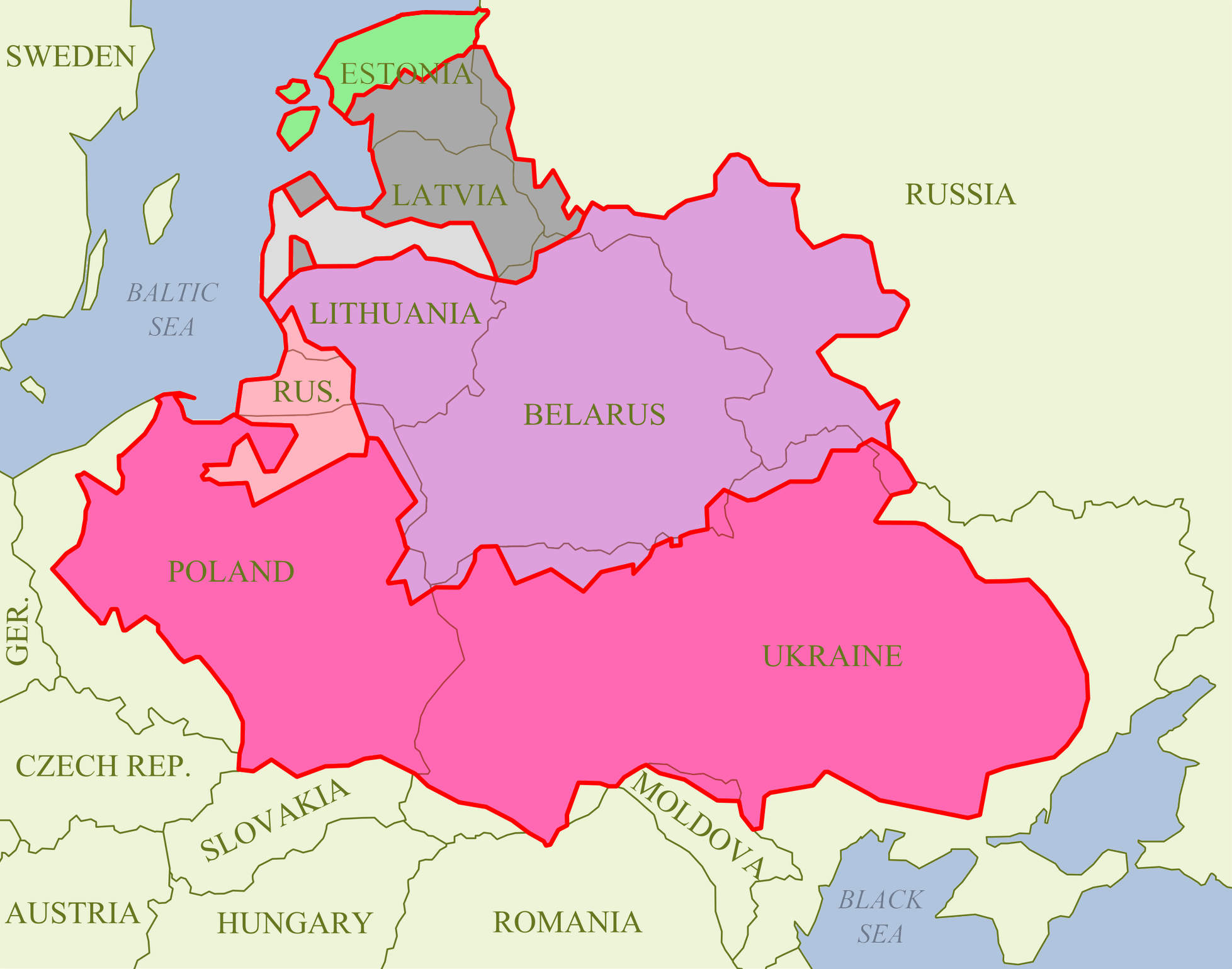
Het Pools-Litouws Gemenebest

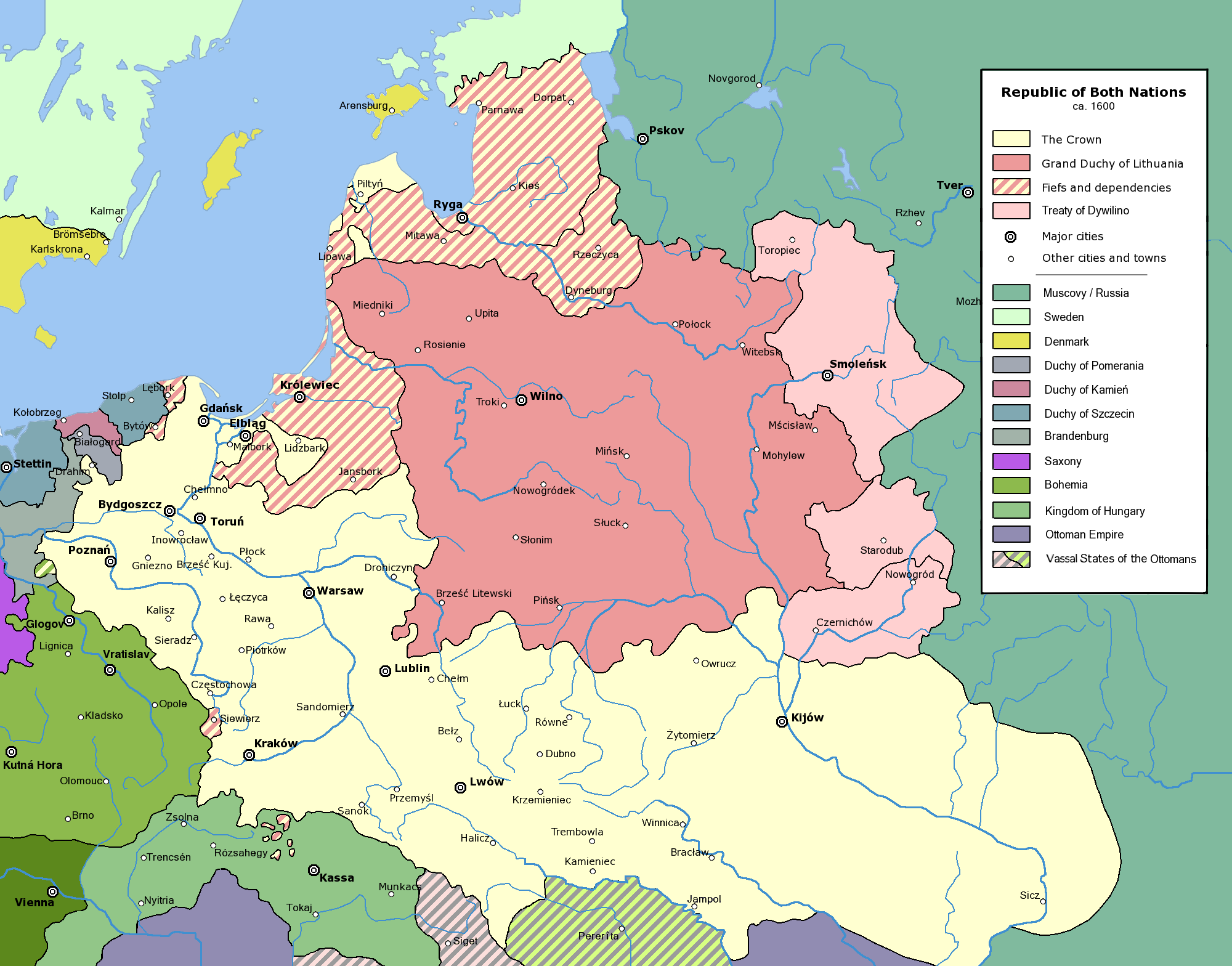
Het Pools-Litouws Gemenebest tijdens zijn grootste omvang

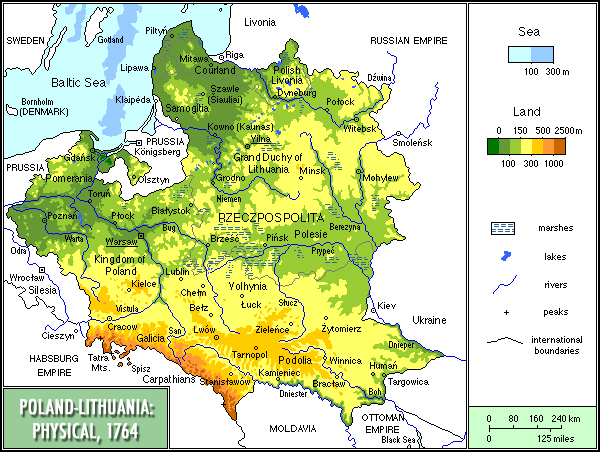
De geografie en het reliëf van het Pools-Litouws Gemenebest in 1764